# Ракетный удар по полигону ВСУ в Днепропетровской области
Российский ракетный удар по полигону ВСУ в Днепропетровской области Украины произошёл 1 марта 2025 года во время построения военнослужащих в ходе вторжения России на Украину.

## Ход событий
2 марта ряд военных журналистов сообщил о российском ударе ракетой «Искандер-М» с кассетным зарядом по построению украинских военнослужащих на полигоне, расположенном в селе Черкасское Днепропетровской области Украины (более 100 километров от линии боевого соприкосновения).
Позже об этом сообщило Минобороны РФ, распространив видео удара. На видеозаписи, опубликованной Минобороны РФ, видно, что на полигоне расположено большое число палаток, и из одной из них перед ударом выбегают военнослужащие.
Удар был нанесён по месту расположения 157-й отдельной механизированной бригады ВСУ на полигоне «Новомосковский» (на украинском языке — «Самар»).
По различным оценкам, погибло несколько десятков человек, более 100 были ранены.
Согласно заявлениям пророссийских блогеров и Министерства обороны РФ, погибло до 150 украинских военнослужащих.
По информации украинского издания «Суспiльне», к 3 февраля 2025 года значительное количество военнослужащих, пострадавших от удара, содержалось в одном из медицинских учреждений Днепропетровской области.
3 марта украинская служба Би-би-си сообщила, что командующий Сухопутными войсками Украины Михаил Драпатый признал факт удара по полигону, в ходе которого массово погибли военные. Количество погибших и раненых им названо не было. Драпатый не сообщил прямо, что российский удар был нанесён по построению, однако напрямую отметил, что применит наказание к тем, кто «затягивает военных в устаревшие процедуры, пренебрегая их безопасностью, самоутверждающихся не в бою, а угнетая подчиненных». Драпатый также сообщил о расследовании в отношении виновников трагедии.
ГБР Украины вместе с военной контрразведкой проводит расследование по статье по статье о халатном отношении к военной службе (ч. 4 статьи 425 УК Украины), на время следствия от работы были отстранены командир воинской части и командующий центром подготовки подразделений. 